# Akhmimique
L'akhmimique ou achmimique, aussi appelé chemmique ou panapolique est un dialecte de la langue copte.
Il était le dialecte de la zone autour de la ville d'Akhmim (grec ancien : Πανὸς πόλις, romanisé : Panopolis). Il prospère aux IVe et Ve siècles, après quoi aucun écrit n'est attesté. L'akhmimique est phonologiquement le plus archaïque des dialectes coptes. 
Dans les recherches se poursuivent pour préciser le rapport entre les versions grecques et coptes de la Bible, il a été notifié que dans sa traduction, la version akhmimique semblé s'être appuyée sur le texte sahidique, lui-même traduit du grec et non de l'hébreu.
Un trait caractéristique de l'archaïcité de l'akhmimique est la conservation du phonème /x/, qui est réalisé comme /ʃ/ dans la plupart des autres dialectes.
L'akhmimique est découvert dans les années 1920 avec le subakhmimique.

## Étymologie et dénominations
Le dialecte a été appelé akhmimique, achmimique, chemmique ou panapolique (de Panapolis, nom grec d'Akhmim).
Le terme akhmimique provient du nom d'Akhmim, en copte ⳉⲙⲓⲙ ou ϣⲙⲓⲛ. Bien que désignant le dialecte copte, l'adjectif akhmimique a aussi été utilisé en tant qu'adjectif relayant quelque chose à la ville ou région d'Akhmim pour la période de l'Égypte antique, comme des cercueils dits « akhmimiques », ou des papyrus égyptiens.

## Écriture
A la différence des autres dialectes coptes, l'akhmimique - tout comme le bohaïrique - dispose d'une lettre en plus dans son alphabet.